# I. Luftwaffen-Feldkorps
O I. Luftwaffen-Feldkorps seria um Corpo de Campo da Luftwaffe. Foi planeado que a sua formação ocorresse no mês de Novembro de 1942 a partir do XIII. Fliegerkorps, mas ficou somente no planeamento, não saindo do papel.
Teria a seguinte disposição se criado:

## Comandante
- General der Flieger Erich Petersen[1]

## Chefe dos Stabes
- Oberstleutnant Karl-Heinz von Hofmann[1]

## Unidades
- Luftwaffen-Korps-Nachrichten-Abteilung 1[1]